# パウルス・ヘクトル・マイアー
パウルス・ヘクトル・マイアー（パウル・ヘクトーア・マイアー Paulus Hector Mair、1517年 – 1579年）は、アウクスブルク市の書記を務め、1541年以降は市の会計方、1545年以降は食糧方も務めた人物。

## 生涯
彼は、古い武器や武術書（Fechtbuch）を蒐集し、たとえば1554年にはイェルク・ヴィルハルムの手稿、1556年には『ヴァラーシュタイン写本』を購入していた。そして「教えの精髄」を、これまでの教本のすべてを凌駕する新たな大綱にまとめあげることを思いたち、そのために二人の経験豊かな剣術家を雇った。その二人には、マイアーが知っているすべての技を検証し、完璧なフォームで絵に描けるように洗練することが求められた。画家にはイェルク・ブロイ（子）が雇われたが、彼は1543年以降アウクスブルクに滞在していたことが確認されている。この企ては、丸4年と莫大な費用を要し、マイアーはそのために一族の資産と収入のほとんどをつぎ込んだという。これにより剣のみならず大鎌や斧などを使った様々な技法が後世に残ることとなった。
マイアーはアウクスブルクの名士であり、蒐集活動のほかにも、他の市民を招いての豪勢な祝賀・歓迎パーティを行っていたが、彼の収入だけではその贅沢な生活を賄うことは不可能だったため、資金の一部を、1541年に監督を任された市の金庫から長年にわたって横領していた。しかし、1579年、会計簿を精査した補佐方との諍いによって横領が発覚し、マイアーは62歳で盗人として絞首刑になった。

## 大綱

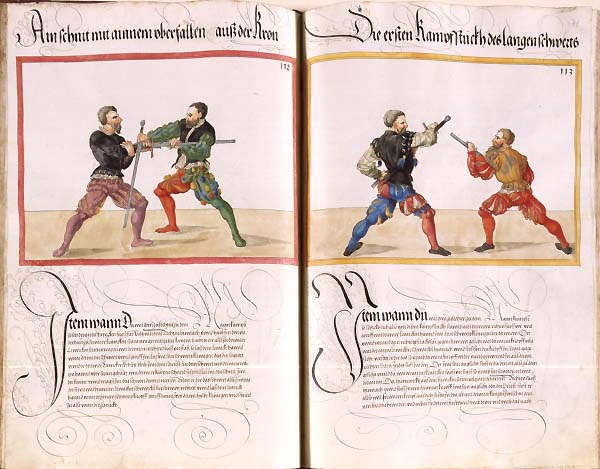
ロングソード同士の技術。ザクセン州立図書館所有の本。

マイアーの大綱は、ラテン語版、ドイツ語版、羅独版の3つが、それぞれひとつずつ、各2冊組で現存している。この3つとも、1542年以降、おそらくはイェルク・ブロイがアウクスブルクに滞在していたことが確認されている1543/44年以降に作成されたものである。
- バイエルン州立図書館（ミュンヘン）所蔵、ラテン語版（cod. icon 393）、309+303葉。最も高価で贅沢な大綱。装飾書家によって書かれ、豪華な革装丁が施されている。1567年バイエルン公アルブレヒト5世によって800グルデンで買い上げられた。
- オーストリア国立図書館（ウィーン）所蔵、羅独版（Codex Vindobensis 10825/26）、270+343葉
- ザクセン州立図書館（ドレスデン）所蔵、ドイツ語版（Mscr. Dresd. C 93/94）、244+328葉

このほか、マイアーが1552年に入手したアントン・ラスト（Anthon Rast）の記録に従って作成された、後代の縮小版の写本も現存している。このラスト（1549年没）はニュルンベルクの剣士で、おそらく1522年に記録に登場する聖マルコ兄弟団の団長と同一人物である。
- アウクスブルク市立文書館（Schätze B2 Reichsstadt）所蔵、1553年、110葉、絵は画家ハインリヒ・フォークトヘル（Heinrich Vogtherr）による。